# اتفاقيات العمل الليلي
إتفاقيات العمل الليلي من إتفاقيات منظمة العمل الدولية التي تضمن حقوق العمال الليلين. تستهدف هذه الاتفاقيات بالتحديد الشباب والنساء واشخاص بطبيعة عمل محددة مثل (الصناعيين، اوغير الصناعيين, أو خبازين) وصدرت بين عامي 1919 و 1948م. تم توقيعه كصك أكثر عموماً عام 1990م (مع ذلك، لا يشمل الشباب)

## التصديقات
يظهر في ما يلي اتفاقيات ومراجع تابعة لمنظمة العمل الدولي:
| رمز منظمة العمل الدولية | الفئة                   | تاريخ الاصدار        | تاريخ بدء التنفيذ    | إقفال باب التوقيع (ايار2011) | الشركاء (ايار 2011) | التنديد | مراجعة الإتفاقية/يات |
| ----------------------- | ----------------------- | -------------------- | -------------------- | ---------------------------- | ------------------- | ------- | -------------------- |
| C4                      | نساء                    | 28 تشرين الثاني 1919 | 13حزيران 1921        | N.A.                         | 27                  | 31      | C41, C89             |
| C6                      | شباب في الصناعة         | 28 تشرين الثاني 1919 | 13 حزيران 1921       | N.A.                         | 50                  | 9       | C90                  |
| C20                     | خبازين                  | 8 حزيران 1925        | 26 ايار 1928         | N.A.                         | 8                   | 9       |                      |
| C41                     | نساء (مراجعة)           | 19 حزيران 1934       | 22 تشرين الثاني 1936 | 27 شباط 1951                 | 15                  | 23      | C89                  |
| C79                     | شباب (غير صناعيين)      | 29 تشرين الاول 1946  | 29 كانون الاول 1950  |                              | 20                  | 0       |                      |
| C89                     | نسا (مراجعة)            | 9 تموز 1948          | 27 شباط 1951         |                              | 46                  | 21      |                      |
| C90                     | شباب (صناعيين) (مراجعة) | 10 تموز 1948         | 12 حزيران 1951       |                              | 51                  | 0       |                      |
| C171                    | عام                     | 26 حزيران 1990       | 4 كانون الثاني 1995  |                              | 15                  | 0       |                      |